# Teótimo de Tômis
O santo católico Teótimo foi um escritor e amigo de João Crisóstomo, bispo da diocese Cítia de Tômis (atual Constança, na Romênia), na costa do Mar Negro, em 392-403 dC (ou 407 dC, quando ele morreu), e que tentou converter os hunos. Ele publicou curtos tratados epigramáticos, em forma de diálogos, no estilo antigo. Ele estava vivo quando São Jerônimo biografou-o em De Viris Illustribus (cap. 131).
Seu nome em grego, Theotimos deriva de theos ("deus") e timè ("presente de honra / honorável"). A forma latinizada é Theotimus.

## Vida e obra
Sozomeno conta sobre a vida de Teótimo em sua obra História Eclesiástica (livro 8, capítulo 26):
| “ | A igreja de Tômis e, de fato, todas as igrejas da Cítia, estiveram neste período sob o governo de Teótimo, um cita. Ele foi educado nas práticas da filosofia e suas virtudes lhe ganharam tamanha admiração dos bárbaros hunos, que moravam nas margens do rio Íster, que eles o chamavam de "deus dos romanos, pois eles tinham experimentado atos divinos realizados por ele. Conta-se que um dia, quando Teótimo estava viajando para o país dos bárbaros, ele percebeu alguns deles avançando em direção à Total. Seus atendentes desandaram a lamentar e logo se consideraram perdidos. Ele apenas desceu de seu cavalo e rezou. A consequência foi que os bárbaros passaram sem vê-lo, nem seus atendentes ou os cavalos que eles tinham desmontado. Como estas tribos frequentemente devastavam a Cítia em suas incursões predatórias, ele tentou subjugar a ferocidade de sua disposição presenteando-os com comida e presentes. Um dos bárbaros logo concluiu que ele era um homem rico e, determinado a fazê-lo prisioneiro, apoiou-se no seu escudo como era o seu costume quando negociando com seus inimigos. O homem ergueu sua mão direita para atirar uma corda, que ele agarrava com força, sobre o bispo, pois ele pretendia arrastá-lo para seu país, mas na tentativa, sua mão permaneceu estendida no ar e o bárbaro não foi liberado de sua horrível situação até que seus companheiros imploraram a Teótimo que intercedesse a Deus em seu favor. Conta-se também que Teótimo sempre manteve o cabelo longo que ele vestia quando ele se devotou à prática da filosofia. Ele era muito moderado, sem horas certas para suas refeições, mas comia e bebia quando compelido a fazê-lo pela fome ou sede. Eu considero isto o papel de um filósofo ceder a estes desejos pela necessidade e não pelo amor à gratificação sensual. | ” |
|   | — História Eclesiástica, Sozomeno. |   |

No capítulo 17, livro VIII do mesmo livro, Sozomeno também diz:
| “ | Teótimo, bispo da Cítia, fortemente contra os procedimentos de Epifânio, que persuadiu alguns dos bispos que moravam em Constantinopla a aprovar os decretos que ele tinha emitido contra os discursos de Orígenes, e contou-lhe que não era correto lançar insultos sobre a memória de alguém que há tanto tempo estava morto. E que também não seria livre de blasfêmia atacar a conclusão que os antigos já tinham chegado sobre o assunto e desconsiderar suas decisões. Enquanto discursava sobre o assunto, ele sacou um livro de Orígenes que trazia consigo e, após lê-lo em voz alta uma passagem sobre a educação da Igreja, ele lembrou que os que condenavam sentimentos assim agiam de forma absurda, pois estariam sob o risco de insultar os próprios assuntos sobre os quais as palavras tratavam. | ” |
|   | — História Eclesiástica, Sozomeno. |   |

Sua festa é no dia 20 de abril.